# Cotanes del Monte
Cotanes del Monte è un comune spagnolo di 155 abitanti situato nella comunità autonoma di Castiglia e León.